# ICL Group
ICL Group Ltd. — израильская химическая компания, специализирующаяся на производстве антипиренов и удобрений, в частности освоении минералов Мёртвого моря. Основным акционером является Israel Corporation (45,62 % акций).

## История
Минералы из Мёртвого моря добываются с начала XX века, с созданием государства Израиль в 1948 году была основана государственная компания Dead Sea Works, в 1950-х годах появились ещё несколько компаний, регион добычи был расширен на пустыню Негев. В 1968 году была создана ещё одна государственная компания, Israel Chemicals Ltd., в которую в 1975 году были влиты все остальные. В 1992 году началась её приватизация, в 1995 году компания попала под контроль Israel Corporation. В первое десятилетие XXI века был куплен ряд активов в Испании, Великобритании и США: шахты по добыче калийных и фосфатных минералов, заводы по производству удобрений. В 2014 году было создано совместное предприятие с китайским производителем фосфатных удобрений Yunnan Yuntianhua, а в 2015 году в этой компании была куплена 15-процентная доля. Также в 2014 году акции Israel Chemicals были размещены на Нью-Йоркской фондовой бирже.

## Деятельность
Производственные мощности компании находятся в Израиле, США, Китае, Великобритании, Испании, Франции, Нидерландах, Германии, Австрии, Турции, Австралии, Бразилии.
Основные подразделения по состоянию на 2021 год:
- Промышленные материалы — антипирены (соединения брома, фосфора и магния), бром, магнезия, хлорид натрия; 24 % выручки.
- Калий — хлорид калия, добываемый в Израиле и Испании; 28 % выручки.
- Фосфаты — добыча фосфатов в Израиле и Китае, производство фосфатных удобрений и фосфорной кислоты; 35 % выручки.
- Аграрные решения — производство специализированных удобрений; 18 % выручки.

География деятельности:
- Европа — 31 % выручки;
- Азия — 27 % выручки (Китай — 15 %);
- Северная Америка — 17 % выручки (США — 16 %);
- Южная Америка — 19 % выручки (Бразилия — 17 %).